# Branscombe Richmond

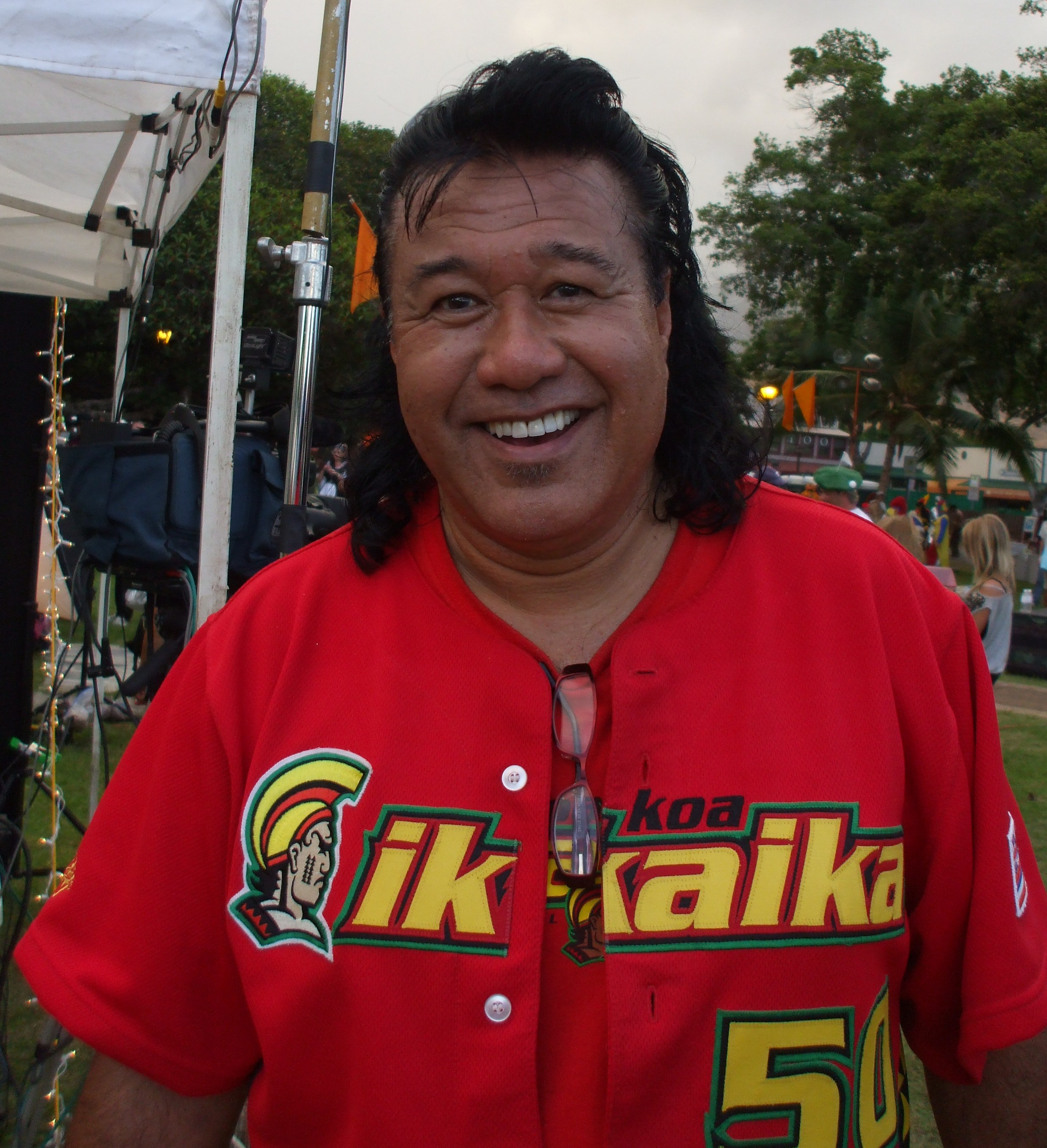
Branscombe Richmond

Branscombe Leo Charles Richmond (* 8. August 1955 in Los Angeles, Kalifornien) ist ein US-amerikanischer Schauspieler und Stuntman tahitianischer Herkunft.

## Leben
Richmond wurde in Los Angeles als Sohn von Lion C. Richmond, ebenfalls Schauspieler und Stuntman, geboren. Bekannt wurde er durch die Rolle des Bobby Sixkiller in der Fernsehserie Renegade – Gnadenlose Jagd. In der Actionserie Das A-Team spielte er in einer Folge den Handlanger eines Schwerverbrechers, in einer anderen Folge ein Mitglied einer Einbrecherbande.

## Filmografie (Auswahl)
- 1977: Kentucky Fried Movie (The Kentucky Fried Movie)
- 1980: Hart aber herzlich (Hart to Hart, Fernsehserie, Folge Der betrogene Betrüger)
- 1980–1987: Magnum (Magnum P.I., Fernsehserie, vier Episoden)
- 1981: Drei Engel für Charlie (Charlie’s Angels, Fernsehserie, 1 Folge)
- 1983–1987: Das A-Team (Fernsehserie), Episode 4x21
- 1984: Star Trek III: Auf der Suche nach Mr. Spock (Star Trek III: The Search for Spock)
- 1985: Phantom-Kommando (Commando)
- 1985–1986: Knight Rider (Fernsehserie, zwei Episoden)
- 1985–1988: MacGyver (Fernsehserie, zwei Episoden)
- 1985–1986: Trio mit vier Fäusten (Riptide, Fernsehserie, zwei Episoden)
- 1985: Die Spezialisten unterwegs (Misfits of Science, Fernsehserien, Episode 1x04)
- 1985:Ein Colt für alle Fälle [Doppelgänger gesucht]
- 1986: Hunter (Fernsehserie, Folge 2x14: Verbrannt zur Unkenntlichkeit)
- 1986: Feuerwalze (Firewalker)
- 1986: Lance – Stirb niemals jung (Never Too Young to Die)
- 1986: Die Fälle des Harry Fox (Crazy like a Fox, Fernsehserie, Folge Das geheimnisvolle Foto)
- 1987: The Hidden – Das unsagbar Böse (The Hidden)
- 1987: CBS Summer Playhouse (Fernsehserie, eine Episode)
- 1987: Clint Harris – Mit dem Rücken zur Wand (No Safe Haven)
- 1987: Highwayman (The Highwayman, Pilotfilm)
- 1987: Sledge Hammer! (Fernsehserie, eine Episode)
- 1988: Pippi Langstrumpfs neueste Streiche (The New Adventures of Pippi Longstocking)
- 1988: Action Jackson
- 1989: James Bond 007 – Lizenz zum Töten (Licence to Kill)
- 1989: Baywatch - Panic At Malibu Pier
- 1989: Cage Fighter (Cage)
- 1990: Kindergarten Cop
- 1990: Hard to Kill (Hard to Kill)
- 1991: Eine perfekte Waffe (The Perfect Weapon)
- 1991: Trabbi goes to Hollywood (Driving Me Crazy)
- 1991: Showdown in Little Tokyo
- 1991: Harley Davidson & The Marlboro Man
- 1991: Boomer – Überfall auf Hollywood (The Taking of Beverly Hills)
- 1991: Curly Sue – Ein Lockenkopf sorgt für Wirbel (Curly Sue)
- 1991: Grand Canyon – Im Herzen der Stadt (Grand Canyon)
- 1992: Die Asse der stählernen Adler (Aces: Iron Eagle III)
- 1992: Sweet Justice
- 1992: Batmans Rückkehr (Batman Returns)
- 1992–1997: Renegade – Gnadenlose Jagd (Renegade, Fernsehserie, 110 Episoden)
- 1992: Nemesis
- 1994: Hard Vice
- 1998: Walker, Texas Ranger (Fernsehserie, 1 Episode)
- 1999: Air Amerika
- 2002: The Scorpion King
- 2004: Black Cloud
- 2005: Angels with Angels
- 2005: Joey (Fernsehserie, Episode 2x10)
- 2006: Taken by Force
- 2008: Nie wieder Sex mit der Ex (Forgetting Sarah Marshall)
- 2010: Hawaii Five-0 (Fernsehserie, Episode 1x17)
- 2011: Meine erfundene Frau (Just Go with It)
- 2011: Soul Surfer
- 2012: Die Reise zur geheimnisvollen Insel (Journey 2: The Mysterious Island)
- 2017: Chicago Med (Fernsehserie, 4 Episoden)
- 2021: Abenteuer ʻOhana (Finding ’Ohana)
- 2022: Navy CIS: Hawaiʻi (Fernsehserie, Episode 2x05)
- 2022: Maneater (auch Produktion)